# Червенокрак филандер
Червенокракият филандер (Thylogale stigmatica) е вид бозайник от семейство Кенгурови (Macropodidae).

## Разпространение и местообитание
Разпространен е в Австралия, Индонезия и Папуа Нова Гвинея.